# Geron nigerrimus
Geron nigerrimus är en tvåvingeart som beskrevs av Hesse 1938. Geron nigerrimus ingår i släktet Geron och familjen svävflugor. Inga underarter finns listade i Catalogue of Life.